# U-147 (1940)
U-147 – niemiecki okręt podwodny (U-Boot) typu II D z okresu II wojny światowej. Okręt wszedł do służby w grudniu 1940 roku. Wybrani dowódcy: Kptlt. Reinhard Hardegen.

## Historia
Podczas trzech patroli bojowych zatopił dwa statki handlowe o łącznej pojemności 6145 BRT, kolejny (2491 BRT) został uznany za całkowicie stracony, dodatkowo uszkodził jeden (4996 BRT).
Zatopiony 2 czerwca 1941 roku na północny wschód od Irlandii bombami głębinowymi przez brytyjski niszczyciel HMS „Wanderer” i korwetę HMS „Periwinkle”. Zginęła cała 26-osobowa załoga.